# Alexander Mattison
Alexander Mattison (San Bernardino, 19 giugno 1998) è un giocatore di football americano statunitense che milita nel ruolo di running back per i Miami Dolphins della National Football League (NFL). Al college ha giocato per Boise State.

## Carriera universitaria
Mattison, originario di San Bernardino in California, cominciò a giocare a football nella locale San Bernardino High School, per poi iscriversi nel 2016 alla Boise State University con i Broncos impegnati nella Mountain West Conference (MWC) della Divisione I della Football Bowl Subdivision (FBS) della NCAA. Nel suo primo anno al college giocò tutte le 13 gare stagionali facendo registrare 67 corse per 328 yard guadagnate e quattro touchdown. Si ripeté nel suo secondo anno al college giocando tutte le 14 gare stagionali con 212 corse per 1.086 yard e 12 touchdown. Nella stagione 2018 fece registrare 302 corse per 1.415 yard e 17 touchdown in 13 presenze, venendo nominato MVP offensivo della finale di conference ed inserito nel First-Team MWC. Si dichiarò quindi per il Draft NFL 2019 dopo non aver mancato nei suoi tre anni al college nessuna partita della Boise State, malgrado avesse dovuto sottoporsi ad operazioni chirurgiche a spalla e anca durante le pause estive.

## Carriera professionistica

### Minnesota Vikings
Mattison fu scelto nel corso del terzo giro (102º assoluto) del Draft NFL 2019 dai Minnesota Vikings. Debuttò come professionista subentrando nel primo turno contro gli Atlanta Falcons e correndo 9 volte per 49 yard nella vittoria per 28–12.
Nella settimana 3 contro gli Oakland Raiders, Mattison corse 12 volte per 58 yard e segnò il suo primo touchdown su corsa nella vittoria dei Vikings per 34-14.
Nella gara della settimana 5, la sconfitta 26-27 contro i Seattle Seahawks, Mattison, visto l'infortunio subito dal titolare Dalvin Cook, ebbe modo di fare la sua prima gara da professionista con almeno 100 yard corse, chiudendo la partita con 20 attacchi per 112 yard guadagnate. La sua stagione da rookie si chiuse con 462 yard corse in 13 presenze, nessuna delle quali come titolare.
Nella sua seconda stagione da professionista totalizzò complessivamente 96 corse con 434 yard guadagnate e due touchdown segnati, insieme a 13 ricezioni per 125 yard e un touchdown, scendendo in campo in 13 gare di cui tre come titolare.
Nella stagione 2021 Mattison fece 16 presenze, di cui quattro da titolare, con 134 corse per 491 yard e tre touchdown a cui sommó 32 ricezioni per 228 yard e un touchdown.
Nel 2022 Mattison giocò tutte le 17 gare stagionali dei Vikings, nessuna da titolare, collezionando 74 corse per 283 yard e cinque touchdown più 15 ricezioni per 91 yard e un touchdown.
Il 15 marzo 2023, concluso il suo contratto quadriennale da rookie, rifirmò con i Vikings per due anni a 7 milioni di dollari. Nel 2023 scese in campo in 16 gare, di cui 13 da titolare, fissando i suoi record personali per attacchi fatti e yard guadagnate su corsa in stagione, rispettivamente 180 e 700, ma senza realizzare nessun touchdown su corsa e facendo anche 30 ricezioni per 192 yard e tre touchdown.
L'8 marzo 2024 Mattison fu svincolato dai Vikings.

### Las Vegas Raiders
Il 18 marzo 2024 Mattinson firmó da free agent un contratto annuale con i Las Vegas Raiders. Segnò il suo primo touchdown in maglia nero-argento nella gara di settimana 1, la sconfitta 10-22 contro i Los Angeles Chargers, con una ricezione da 31 yard. Il suo primo touchdonw su corsa lo segnò nella gara successiva, la vittoria 26-23 contro i Baltimore Ravens. Si ripeté nella gara del terzo turno, la sconfitta 22-36 contro i Carolina Panthers in cui fece tre corse per sette yard e un touchdown, oltre a tre ricezioni per 37 yard. Tornò a segnare nella gara di settimana 6, la sconfitta 13-32 contro i Pittsburgh Steelers, in cui corse 14 volte per 33 yard e un touchdown oltre a cinque ricezioni per 32 yard. Terminò l'annata con 14 presenze, di cui 7 come titolare, mettendo a tabellino 132 corse per 420 yard e quattro touchdown e un fumble perso.

### Miami Dolphins
Il 14 marzo 2025 Mattison firmò con i Miami Dolphins.
Il 10 agosto 2025, nella prima gara del precampionato contro i Chicago Bears, all'inizio dell'ultimo quarto di gioco Mattison, dopo aver ricevuto un passaggio di 21 yard da Quinn Ewers, fu placcato dalla safety avversaria Alex Cook cadendo pesantemente sulla testa. Nell'azione Mattison subí un infortunio al collo che richiese il suo immediato trasporto ad un ospedale di Chicago dove fu subito sottoposto ad un intervento chirurgico che pose fine anzitempo alla sua stagione. Il capo-allenatore dei Dolphins Mike McDaniel dichiarò che l'infortunio subito da Mattison e il successivo intervento chirurgico non mettevano comunque a rischio il continuo della sua carriera.

## Statistiche

### Stagione regolare
| 2019   | MIN    | 13 | 0  | 100 | 462   | 4,6 | 35 | 1  | 10  | 82    | 8,2 | 17 | 0 | 1 | 1 |
| 2020   | MIN    | 13 | 2  | 96  | 434   | 4,5 | 25 | 2  | 13  | 125   | 9,6 | 28 | 1 | 0 | 0 |
| 2021   | MIN    | 16 | 4  | 134 | 491   | 3,7 | 48 | 3  | 32  | 228   | 7,1 | 24 | 1 | 1 | 1 |
| 2022   | MIN    | 17 | 0  | 74  | 283   | 3,8 | 15 | 5  | 15  | 91    | 6,1 | 16 | 1 | 0 | 0 |
| 2023   | MIN    | 16 | 13 | 180 | 700   | 3,9 | 21 | 0  | 30  | 192   | 6,4 | 47 | 3 | 3 | 2 |
| 2024   | LV     | 14 | 7  | 132 | 420   | 3,2 | 24 | 4  | 36  | 294   | 8,2 | 31 | 1 | 1 | 1 |
| Totale | Totale | 89 | 26 | 716 | 2 790 | 3,9 | 48 | 15 | 136 | 1 012 | 7,4 | 47 | 7 | 6 | 5 |

### Play-off
| 2019   | MIN    | 2 | 0 | 6 | 23 | 3,8 | 16 | 0 | 1 | 10 | 10,0 | 10 | 0 | 0 | 0 |
| 2022   | MIN    | 1 | 0 | 0 | 0  | 0,0 | 0  | 0 | 1 | 2  | 2,0  | 2  | 0 | 0 | 0 |
| Totale | Totale | 3 | 0 | 6 | 23 | 3,8 | 17 | 0 | 2 | 12 | 6,0  | 10 | 0 | 0 | 0 |

Fonte: Football Database
In grassetto i record personali in carriera — Statistiche aggiornate alla stagione 2024